# 渡部善斗
渡部 善斗（わたべ よしと、1991年10月4日 - ）は、長野県白馬村出身のノルディック複合選手。

## 来歴
日本のノルディック複合のトップ選手である渡部暁斗は実兄。小学校3年時、先にスキーを始めていた兄の影響や周囲の勧めで競技を開始。本人曰く「最初はいやいやだった」が、中学2年時には全国中学校スキー大会・ノルディック複合で優勝、翌年も連覇を果たした。
2007年、兄・暁斗と同じ長野県白馬高等学校に進学すると、1年生にして全国高等学校スキー大会・ノルディック複合で優勝。2009年1月3日にオーストリア・アイゼンネルトで開かれたコンチネンタルカップに初出場し、1週間後の1月10日にはイタリア・ヴァル・ディ・フィエンメでのノルディック複合・ワールドカップにも初出場を果たした。同年にはスロバキア・シュトルブスケ・プレソでのノルディックスキージュニア世界選手権複合代表にも選ばれ、個人グンダーセン5kmで7位に入賞した。3年時の2010年には、全国高等学校選抜スキー大会、国民体育大会(少年組)、全日本ジュニアスキー選手権大会を全て制する活躍を見せた。
2010年、再び兄・暁斗と同じ早稲田大学スポーツ科学部に進学。このシーズンからワールドカップに本格参戦し、翌2011年12月10日 オーストリア・ラムソー大会では自己最高となる8位入賞を果たした。
2013年2月、ヴァル・ディ・フィエンメで開催されたノルディックスキー世界選手権に初出場。ノーマルヒル団体では後半・距離での失速が響き、4位とチームがメダルを逃してしまったことに対し「僕の走りがチームの弱点。」と述べるほど悔しさを顕わにした。その経験をバネに世界選手権後のワールドカップでは、3月8日のフィンランド・ラハティ大会で自己最高の4位に入ると、続くノルウェー・オスロ大会では自身初の表彰台となる3位に入った。この大会では兄・暁斗も2位に入っており、日本人選手としては1995年2月の荻原兄弟以来となる兄弟でのワールドカップの表彰台獲得となった。
2014年ソチオリンピック代表に選出され、個人ノーマルヒル+10kmで15位、個人ラージヒル+10km35位、永井秀昭、湊祐介、渡部暁斗と組んだ団体では5位となった。
2014年4月、兄と同じ北野建設に入社した。
2017年のフィンランド・ラハティで開催されたノルディック世界選手権の団体スプリントLHで兄・暁斗とペアを組み銅メダルを獲得した。
2022年北京オリンピックでは、団体戦に永井秀昭、渡部暁斗、山本涼太とともに出場し、銅メダルを獲得した。

## 競技スタイル
飛躍を得意とし、中学3年時の全国中学校スキー大会では純ジャンプでも2位に入ったほどの実力を持つ。

## 主な競技成績

### オリンピック
- 2014年ソチオリンピック（ ロシア）
  - 個人（グンダーセン、ノーマルヒル）15位
  - 個人（グンダーセン、ラージヒル）35位
  - 団体5位（永井秀昭、湊祐介、渡部善斗、渡部暁斗）
- 2018年平昌オリンピック（ 韓国）
  - 個人（グンダーセン、ノーマルヒル）12位
  - 個人（グンダーセン、ラージヒル）20位
  - 団体4位（渡部善斗、永井秀昭、山本豪、渡部暁斗）
- 2022年北京オリンピック (  中国）
  - 個人ノーマルヒル 13位
  - 個人ラージヒル 25位
  - 団体 3位 (渡部善斗、永井秀昭、山本涼太、渡部暁斗)

### 世界選手権
- 2013年ヴァル・ディ・フィエンメ（ イタリア）
  - 個人ノーマルヒル16位、団体ノーマルヒル4位、個人ラージヒル12位
- 2015年ファールン（ スウェーデン）
  - 個人ノーマルヒル7位、団体ノーマルヒル6位、個人ラージヒル18位、団体スプリント6位
- 2017年ラハティ（ フィンランド）
  - 個人ノーマルヒル44位、団体ノーマルヒル4位、個人ラージヒル15位、団体スプリント3位

### ワールドカップ
- 最高成績3位（2013年3月15日 ノルウェー・オスロ大会）
  - 個人総合最高成績 15位(2012-13シーズン)
- 通算 優勝0回 2位0回 3位1回

### 世界ジュニア選手権
- 2008年 ポーランド・ザコパネ
  - 個人スプリント 26位
  - 団体 13位
- 2009年 スロバキア・シュトルブスケ・プレソ
  - 個人グンダーセン5km 7位
  - 個人グンダーセン10km 33位
  - 団体 8位
- 2010年 ドイツ・ヒンターツァルテン
  - 個人グンダーセン5km 11位
  - 個人グンダーセン10km 14位